# 奚陟
奚陟（745年—799年），字殷卿，唐朝官员，祖籍亳州（今安徽省亳州市）人，定居在京兆府。
奚陟少时好读书，登唐代宗大历十四年进士，又登制举文辞清丽科，被任命为弘文馆校书。唐德宗贞元八年，任左司郎中，官至中书舍人。慰问江南、淮西大雨灾区，所在百姓安悦。在中书省，躬亲庶务，下至园蔬，全都亲自点阅，人们以为难事，奚陟做起来不倦。担任刑部侍郎。当时裴延龄讨厌京兆尹李充，诬陷他破用京兆府钱谷至多。奚陟亲自阅视府案，得知实情。后来以本官知吏部选事，选官平允，所任称职，官至吏部侍郎。

## 延伸阅读
[在维基数据编辑]
 《舊唐書·卷149》，出自刘昫《舊唐書》
 《新唐書·卷164》，出自《新唐書》